# Tabanus dietrichi
Tabanus dietrichi är en tvåvingeart som beskrevs av Pechuman 1956. Tabanus dietrichi ingår i släktet Tabanus och familjen bromsar.
Artens utbredningsområde är Arizona. Inga underarter finns listade i Catalogue of Life.